# Yosa de Sobremonte
Yosa de Sobremonte (en aragonés Yosa Sobremón o Yosa de Sobremont) es una localidad española que pertenece al municipio de Biescas, en el Alto Gállego, provincia de Huesca, Aragón.

## Toponimia
Jesús Vázquez, en el número 50 de Serrablo, indica la posibilidad de que el topónimo se relacione con el catalán jausa, a su vez, según Corominas, procedente del vasco, con el sentido de pendiente o bajar.

## Geografía
Desde el punto de vista jerárquico de la Iglesia católica, Aso de Sobremonte forma parte de la diócesis de Jaca la cual, a su vez, pertenece a la archidiócesis de Pamplona.
Junto con Aso de Sobremonte y Betés de Sobremonte han conformado la histórica región del Sobremonte. En enero de 2020 se elaboró un proyecto de creación de un Principado en Sobremonte para atraer el turismo y combatir la despoblación.

## Historia
A mediados del siglo XIX, el lugar contaba con una población censada de 74 habitantes. La localidad aparece descrita en el decimosexto volumen del Diccionario geográfico-estadístico-histórico de España y sus posesiones de Ultramar de Pascual Madoz de la siguiente manera:

YOSA DE SOBREMONTE: l. en la prov. de Huesca (16 horas), part. jud. y dióc. de Jaca (6), aud. terr. y c. g. de Zaragoza; es cab. de ayunt. á que se hallan agregados Aso de Sobremonte y Betés, sit. en un llano á la der. de un barranco que baja de Aso; su clima es frio, pero sano. Tiene 47 casas; la consistorial y cárcel; igl. parr. (San Urbez) matriz de Asun y Betes, que tambien corresponden á este pueblo en lo municipal, servida por un cura rector de primer ascenso y provision real y ordinaria, y buenas aguas potables. Confina con Assó de Sobremonte, los anejos, Biescas y Escuer. El terreno es árido y escabroso; por él corren las aguas del barranco que hemos dicho baja de Assó, llamado Arás. Los caminos son locales y de herradura. prod.: trigo, centeno, avena y algunas frutas; cria ganado vacuno esclusivamente y en corto número, y caza de varios animales. pobl.: 12 vec., 74 almas. riqueza imp.: 16,406 rs. contr.: 2,138.
(Madoz, 1850, p. 437)

## Demografía
| Gráfica de evolución demográfica de Yosa de Sobremonte entre 1842 y 1860 |
| |
| Población de derecho según los censos de población del INE Población de hecho según los censos de población del INEEntre el censo de 1857 y el anterior, crece el término del municipio porque incorpora a Aso de Sobremonte y Betes Entre el censo de 1877 y el anterior, este municipio desaparece porque cambia de nombre y aparece como el municipio Aso de Sobremonte |

En el año 2020, Yosa de Sobremonte contaba con 28 habitantes, 15 varones y 13 mujeres.

## Patrimonio
Destaca la iglesia parroquial, consagrada a San Urbez, datada en el siglo XVII.